# Rivetina pallida
Rivetina pallida es una especie de mantis de la familia Mantidae.

## Distribución geográfica
Se encuentra en Arabia Saudita.